# Thần Đồng Cổ
Thần Đồng Cổ là vị thần núi có công trong sự nghiệp chống ngoại xâm và nội xâm trong tín ngưỡng dân gian Việt Nam.

## Truyền thuyết
Theo truyền thuyết, thần Đồng Cổ là vị thần được thờ ở đền Đồng Cổ thuộc núi Đồng Cổ (còn gọi là núi Khả Phong), tỉnh Thanh Hóa, thuộc Bộ Cửu Chân. Thần đã xin theo giúp Vua Hùng đánh giặc ở Hồ Tôn. Khi thắng trận trở về, Vua Hùng vào đền làm lễ tạ ơn, cho đúc trống đồng và phong cho thần là "Đồng Cổ Đại vương". Núi Đồng Cổ hiện nay đã được các nhà nghiên cứu tìm ra, đó là một cụm ba ngọn núi có tên là Tam Thai ở bên bờ phải sông Mã thuộc địa phận làng Đan Nê (Đan Nê trước kia còn có tên là Khả Lao, gọi là Khả Lao phong (phong là đỉnh núi) rồi gọi tắt là Khả Phong, có thể bao gồm cả ấp Xuân Thái ngày nay), xã Yên Thọ, huyện Yên Định, tỉnh Thanh Hóa.
Năm 986, thần Đồng Cổ lại hiển linh giúp Lê Hoàn đánh giặc Chăm ở phương Nam tại sông Ba Hòa, Tĩnh Gia, Thanh Hóa. Khi thắng trận, Lê Hoàn đã tạ ơn và ghi cho đền câu đối:
"Long đình tích hiển Tam Thanh lĩnh
Mã thủy Thanh lai Bản Nguyệt Hồ".
Sách Việt điện u linh (soạn từ thế kỷ XIV), truyện Minh chủ linh ứng chiêu cảm bảo hựu đại vương cho biết, "Theo Báo cực truyện chép: Vương là thần núi Đồng Cổ ở Thanh Hóa, tục gọi là núi Khả Phong" và có chép về việc: Năm 1020 khi Thái tử Lý Phật Mã theo lệnh vua cha Lý Thái Tổ đi đánh Chiêm Thành. Khi đến Trường Châu (bờ phải sông Mã, nay thuộc xã Yên Thọ), một đêm, thần Đồng Cổ báo mộng cho Lý Phật Mã: "Tôi là thần núi Đồng Cổ, nghe tin thái tử sang đánh phương Nam, tôi xin theo giúp để phá giặc lập chút công nhỏ". Sau khi thắng trận trở về, Lý Phật Mã qua Trường Châu làm lễ tạ ơn và xin được rước linh vị của thần Đồng Cổ về kinh đô thờ phụng để giữ nước hộ dân. Về đến Thăng Long, văn võ bá quan và các thầy phong thủy còn đang chọn đất lập đền thì ban đêm Thần lại báo mộng: "Xin lập đền ở bên hữu, trong Đại La thành, sau chùa Thánh Thọ". Thái tử theo lời, cho hưng công xây dựng, không bao lâu đền dựng xong (nay là đền Đồng Cổ (Hà Nội)). Đền được xây ở nơi gặp nhau của sông Thiên Phù và sông Tô Lịch thuộc làng Đông Xã (nay là số 353 đường Thụy Khuê, quận Tây Hồ, Hà Nội). Đến khi Thái Tổ mất, Thái Tông lên nối ngôi, đêm mộng thấy thần đến báo rằng: "Ba vị vương em vua mưu làm phản, định đem giáp binh đến, xin nhà vua nên kíp đề phòng!". Vua thức dậy còn chưa tin, đến sáng mới thấy việc xảy ra đúng như lời thần báo. Vua lấy làm lạ, xuống chiếu phong thần làm "Thiên hạ minh chủ, gia tước đại vương".
Các sách chính sử cũng có ghi việc này, Đại Việt Sử ký Toàn thư, Kỷ nhà Lý, trong mục ghi các sự kiện xảy ra năm 1028 có đoạn tả: "Phong tước vương cho thần núi Đồng Cổ, dựng miếu để tuế thời cúng tế và làm lễ thề. Trước đây, trước khi ba vương làm phản một ngày, vua chiêm bao thấy một người tự xưng là thần núi Đồng Cổ nói với vua về việc ba vương Vũ Đức, Đông Chinh, Dực Thánh làm loạn, nên bảo đem quân đánh ngay đi. Khi tỉnh dậy, vua sai phòng bị, quả nhiên ứng nghiệm. Vua chiếu cho hữu ti dựng miếu ở bên hữu thành Đại La, liền sau chùa Thánh Thọ, lấy ngày 25 tháng ấy đắp đền, cắm cờ xí, dàn đội ngũ, treo gươm giáo. Ở trước thần vị, vua đọc lời thề rằng: "Làm con bất hiếu, làm tôi bất trung, xin thần minh giết chết." Các quan đi từ cửa Đông đi vào đến trước thần vị cùng uống máu ăn thề, hàng năm lấy làm lệ thường. Sau vì tháng ba gặp ngày quốc kỵ, hoãn đến ngày 4 tháng 4".

## Sắc phong
Một số sắc phong bao gồm:
- Đồng Cổ Đại vương (Vua Hùng sắc phong, theo truyền thuyết).
- Thiên hạ Minh chủ, Gia tước Đại vương (Lý Thái Tông sắc phong sau khi thần báo mộng năm 1028, theo Việt điện u linh).
- Thiên hạ Minh chủ Đại vương (Lý Thái Tông sắc phong sau khi dẹp xong loạn Tam Vương năm 1028).[1]
- Minh chủ Linh ứng Chiêu cảm Bảo hựu Đại vương (nhà Lý và nhà Trần sắc phong, sắc phong này được đặt tên cho truyện cùng tên ở sách Việt điện u linh).

Các Triều đại sau đó đều có sắc phong (14 đạo), hiện nay đền Đồng Cổ (Hà Nội) còn giữ được 3 đạo: Cảnh Hưng năm thứ 14 (1784), Quang Trung năm thứ tư (1791), Cảnh Thịnh năm thứ nhất (1793).
Sách chính sử như Đại Việt sử ký toàn thư, Kỷ nhà Lý, trong mục ghi các sự kiện xảy ra năm 1028 có ghi "Phong tước vương cho thần núi Đồng Cổ" (sau loạn Tam Vương), nhưng không nói rõ tên sắc phong là gì.

## Hội thề Đồng Cổ
Đây là hội thề được vua Lý Thái Tông lập lệ bắt đầu từ năm 1028 sau sự kiện loạn Tam Vương. Hội thề được tổ chức hàng năm vào ngày 25 tháng 3 âm lịch tại đền Đồng Cổ ở làng Đông Xã - Thăng Long (nay là số 353 đường Thụy Khuê, phường Bưởi, quận Tây Hồ, Hà Nội). Sang đời Lý Thánh Tông, vì trùng ngày kỵ của vua cha nên chuyển hội thề sang ngày 4 tháng 4 âm lịch. Tục lệ đó được giữ suốt hai thế kỷ triều Lý, gián đoạn một vài năm ở Triều Trần. Nhưng chỉ ba năm sau khi lên ngôi, vào năm 1228, vua Trần Thái Tông đã khôi phục hội thề ở đền Đồng Cổ vào ngày 4 tháng 4 âm lịch hàng năm giống nhà Lý nhưng sửa đổi lại lời thề. Tục lệ này được giữ suốt đời Trần. Sau đó, do nhà Hồ chuyển đô vào Thanh Hóa nên hội thề tổ chức ở núi Đún, tức Đốn Sơn nằm phía ngoài Chính môn của thành Tây Đô (Tây Giai), gọi là hội thề Đốn Sơn. Năm 1399, Trần Khát Chân cùng Thái bảo Trần Nguyên Hãng và một số vương hầu nhà Trần mưu sát Hồ Quý Ly trong hội thề này nhưng không thành. Sau vụ biến tại hội thề, Hồ Quý Ly cho là thần Đồng Cổ không còn thiêng nữa nên bãi bỏ hội thề. Hội thề Đồng Cổ và hội thề Đốn Sơn đã được nhà văn Nguyễn Xuân Khánh đưa vào tiểu thuyết Hồ Quý Ly.

### Lời thề thời Lý
| “ | Làm con bất hiếu, làm tôi bất trung, xin thần minh giết chết! | ” |

Theo Đại Việt sử ký toàn thư thì lời thề thời Lý là:
| “ | Làm tôi bất trung Làm con bất hiếu Thần minh tru diệt! | ” |

Lời thề này mang ý nghĩa đạo đức, chính trị để củng cố Vương triều, các quan ai trốn không đến thì phải phạt đánh 50 trượng.

### Lời thề thời Trần
Ba năm sau khi lên ngôi, vào năm 1228, vua Trần Thái Tông đã khôi phục hội thề ở đền Đồng Cổ vào ngày 4 tháng 4 âm lịch hàng năm giống nhà Lý nhưng sửa đổi lại lời thề. Tục lệ này được giữ suốt đời Trần. Lời thề nhà Trần như sau:
| “ | Làm tôi tận trung, làm quan trong sạch, ai trái thề này, thần minh giết chết! | ” |

Đại Việt Sử ký Toàn thư, Kỷ nhà Trần có mô tả: Hàng năm vào ngày 4 tháng 4, tại đền thờ thần Đồng Cổ, theo lệnh của vua, Tể tướng và quan lại họp nhau lại uống máu ăn thề. Quan Trung thư kiểm chính tuyên đọc lời thề rằng: "Làm tôi tận trung, làm quan trong sạch, ai trái thề này, thần minh giết chết". Đọc xong, Tể tướng sai đóng cửa điểm danh, người vắng mặt phải phạt 5 quan tiền. Ngày hôm ấy, con trai, con gái đứng ở bốn phương ở cạnh đường để xem, cho là hội lớn.

## Nơi thờ
Hiện nay có hai đền Đồng Cổ thờ thần gồm: 
- Đền Đồng Cổ, thuộc làng Đan Nê, xã Yên Thọ, huyện Yên Định, Thanh Hóa. Đền được xây dựng từ thời Hùng Vương, bị thực dân Pháp phá hủy năm 1948. Năm 2000 dân làng dựng lại ba gian đền. Đền Đồng Cổ suốt từ thời Lý, Trần, Lê, Nguyễn cho tới năm 1994 được ghi vào danh sách các đền chùa được triều đình công nhận và hàng năm vua phái các quan khâm mạng (thường là quan đầu tỉnh) thay vua về đây tế thần. Trước đây trong đền có cỗ trống đồng lớn, nhưng đến thời Lê mạt bị mất. Sang thời Tây Sơn, khoảng năm 1796, trấn thủ Thanh Hóa là Nguyễn Quang Bàn đã cúng vào đền một trống đồng mà ông tìm thấy ở một bờ sông, ông có làm một bài tán khắc trên biển gỗ sơn son thếp vàng kể lại sự việc cung tiến trống đồng. Năm 1930, nhà học giả Viện Viễn Đông Bác cổ Victor Goloubew có về tận nơi khảo sát, đo đạc kích thước của trống, dịch bài tán và công bố công trình này trên tập san BEFEO (Bulletin de l'École française d'Extrême-Orient). Trống đồng này cũng bị mất trong thời kì chiến tranh Việt Nam.[4]
- Đền Đồng Cổ, thuộc làng Đông Xã - Thăng Long xưa, nay là cụm 4, phường Bưởi, quận Tây Hồ, Hà Nội. Theo Việt điện u linh thì đền được xây dựng sau khi Thái tử Lý Phật Mã đánh thắng Chiêm Thành (1020) và xin rước linh vị của thần về Thăng Long, được thần báo mộng chọn chỗ đặt đền. Theo Đại Việt sử ký toàn thư thì đền được Lý Thái Tông xây dựng năm 1028 sau khi thần báo mộng cho vua về loạn Tam Vương. Đây là nơi tổ chức hội thề Đồng Cổ từ năm 1028 nhà Lý, sang đến nhà Trần. Đền bị lính Pháp phá hầu hết trong cuộc chiến năm 1947, chỉ còn sót có hậu cung. Đền được trùng tu lần lượt vào các mốc thời gian: năm 1952, những năm 1990, năm 2010 (nhân kỷ niệm 1000 năm Thăng Long - Hà Nội), nay trở thành một nếp đền trang nghiêm, mỹ lệ. Dân làng vẫn giữ được hội thề trung hiếu vào ngày 4 tháng 4 hàng năm.[4] Đền đã được xếp hạng Di tích lịch sử văn hóa cấp Nhà nước, trong đền có thờ linh vật "Thần Đồng", là một phiên bản trống đồng Ngọc Lũ do phường đúc tỉnh Nam Định thực hiện[2].